# اچ‌دی ۱۵۳۹۵۰
اچ‌دی ۱۵۳۹۵۰ یک ستاره است که در صورت فلکی کژدم قرار دارد.